# Лосєв Олег Володимирович
Лосєв Олег Володимирович (10 травня 1903 , Твер  — 22 січня 1942 , Ленінград ) — радянський вчений, радіофізик, експериментатор, винахідник, кандидат фізико — математичних наук. Автор більше 40 наукових праць, з них 16 винаходів. Досліджував процеси, що відбувалися в поверхневих шарах напівпровідників та призводили до від'ємного опору, електролюмінесценції та інші.
Став відомим у 1920-х у СРСР та інших країнах завдяки його розробкам «Кристадин Лосєва» та «Світіння Лосєва». О. В. Лосєв входить до малої категорії людей, які роботу (у даному випадку над любимою науковою тематикою) ставлять вище особистого життя та власного благополуччя. А описом життя Лосєва став перелік радіолабораторій та інститутів у роботи котрих він вкладав свій внесок.

## Дитинство і юність
Батько Лосєва був конторським службовцем на заводі, колишнім штабс — капітаном царської армії, дворянином. Мати займалася домашнім господарством і вихованням сина. Коли Олег навчався у середній школі то фізику викладав майбутній академік  В. Л. Левшин, який захопив юнака розповідями про різноманітні наукові дослідження. 1916 року Олег потрапив на публічну лекцію начальника Тверської військової приймальної радіостанції, штабс— капітана В. М. Лещинського, присвячену досягненням радіо.
Лекція справила велике враження на юнака, який захопився радіотехнікою та створив у себе дома цілу радіомайстерню, де виготовляв для себе цікаві саморобки.  Мрія про  радіо приводить Лосєва на радіостанцію, де він знайомиться з В. М. Лещинським  а потім з поручиком М. О. Бонч-Бруєвичем і професором В. К. Лебединським. Останній досить часто навідував своїх колишніх студентів Лещинського та Бонч-Бруєвича. Професору сподобався допитливий юнак, якому пояснював процеси, що відбувалися в радіо та в майбутньому став його науковим керівником.

## Тверська радіостанція, радіолабораторія
Тверська радіостанція була побудована союзниками 1914 року для забезпечення зв'язку з ними та здійснення радіорозвідки. Антена була довжиною 900 м та сягала висоти 110 м.  Відповідно всі деталі станції були іноземними та деякі з них потребували заміни, особливо французькі вакуумні тріоди, що коштували по 250 рублів та мали термін служби всього 10 годин. М. О. Бонч-Бруєвич вирішив створити лабораторію для проведення досліджень та виготовлення радіоламп. За свої кошти він придбав необхідне обладнання та матеріали.
Олег спостерігав за створенням лабораторії та всіляко допомагав у цьому. Бонч-Бруєвич розпочав виготовлення газонаповнених а згодом і вакуумних радіоламп, термін роботи яких сягав 4 тижнів а вартість складала 32 рублі.  По закінченню війни необхідність у станції відпала і на її місті була створена радіолабораторія. У значній мірі цьому сприяли роботи по виготовленні радіоламп, що було на той час досить актуальним. У серпні 1918 року всіх працівників разом із сім'ями переводять у Нижній Новгород, де була створена нова, значно краще оснащена, радіолабораторія.
А Олег Лосєв після закінчення реального училища 1920 року, поїхав поступати до Московського інституту зв'язку. Достеменно не відомо чи здавав абітурієнт вступні іспити, проте він відвідав, звісно без запрошення, перший радіотехнічний з'їзд який проходив у вересні в Москві. Там він зустрівся зі своїми друзями з Тверської радіостанції, які розповіли про свою роботу на новому місці та покликали до себе. Олегу все це дуже сподобалось і  як у казці про Буратіно, який віддав свій буквар за квиток на виставу, так і Олег змінив навчання в інституті на більш цікаву йому роботу в царині радіотехніки.

## Нижньогородська радіолабораторія (НРЛ)
У Нижньому Новгороді Лосєв намагався влаштуватися на роботу в радіолабораторію, однак через відсутність вакансій зміг влаштуватися тільки кур'єром. Житла у нього не було і він облаштував собі місце для казенного ліжка на сходах, під дахом в лабораторії. Через деякий час Лосєв отримав посаду лаборанта. Основною тематикою лабораторії було розробка, виготовлення радіоламп та їх застосування, що не дуже подобалось молодому досліднику. Спочатку він займався використанням електричної дуги як генератора радіоколивань але експеримент був невдалим. Згодом йому запропонували самостійне дослідження властивостей кристалічних детекторів. В тотальну епоху радіоламп це не було престижною тематикою досліджень. Але за висловом Ейнштейна, досить часто позитивних результатів у науці досягали люди, які не знали про неможливість цього. Олег досліджував контакт кристалів з провідниками. При прикладанні напруги йому здавалося, що детекторний контакт — це ще більш мініатюрна електрична дуга, з дослідження якої він розпочав роботу в лабораторії.
Але в кінці 1921 року у нього з"явилась виразка шлунку, йому дали відпустку для лікування і Олег поїхав до батьків. У своїй домашній лабораторії  він продовжує роботу, яку  виконував у Нижньогородскій лабораторії. Власне досліджував властивості кристалів окису цинку ZnO у поєднанні з вугільним контактом при проходженні електричного струму. У підсумку Олег вирішив досліджувану конструкцію використати в якості детектора радіоприймача і у січні 1922 року вперше чує роботу радіостанцій.

### Кристадин Лосєва
Ще до досліджень Лосєва, радіоаматори спостерігали не зрозуміле для них явище нестабільної роботи детекторних приймачів при пошуку робочої точки на кристалі детектора. Вони цього явища уникали а Лосєв його дослідив та використав для збільшення чутливості детекторних приймачів. Він досягнув збільшення підсилення десь у 10 — 15 разів, десь на рівні із регенеративними ламповими радіоприймачами.
Він досягнув цього за рахунок ввімкнення у коло кристалічного детекторного приймача джерела постійного струму 12 В та вибору робочої точки на ділянці вольтамперної характеристики (ВАХ) детектора з від'ємним опором. В залежності від регульованої сили струму в колі детектора змінювалась крутість ВАХ в робочій точці, що призводило до зміни величини підсилення та відповідно режиму роботи детектора: підсилення або генерація. В режимі підсилення отримували зазначене підсилення а в режимі генерації забезпечувалось гомодинне приймання та підсилення радіоімпульсних сигналів азбуки Морзе у вигляді звукових сигналів, що значно поліпшувало їх приймання на слух. Після візиту до НРЛ німецьких радіотехніків в грудні 1923 року, з працями Лосєва знайомляться за кордоном. Там за приймачем Лосєва закріпилася назва «кристадин», яке стало згодом загальноприйнятим і в СРСР. Найбільше кристадин зацікавив радіоаматорів, бо на той час радіолампи, що використовувались для побудови найпростіших радіоприймачів, мали значну ціну та ще й потребували живлення: анодного, під сотню вольтів та для підігріву катода. А в детекторному кристадині Лосєва використовувалось декілька батарейок для кишенькового ліхтаря. Олег Лосєв написав брошуру про кристадин де детально описав процес його виготовлення та налагоджування. Ця книжечка розійшлась величезним тиражем серед радіоаматорів.

### Світіння Лосєва
Подальше вдосконалення кристадина могло бути продовжено тільки після фізичного пояснення спостережуваних явищ. У 1924 році теорії фізики напівпровідників ще не існувало, єдиним двополюсником, що мав ділянку з від'ємним опором, була вольтова дуга . Намагаючись під мікроскопом розглядати електричну дугу, Лосєв виявив явище електролюмінесценції.
У своїх дослідах Лосєв показав, що світіння може бути промодульованим з частотою др 78,5 кГц (гранична частота вимірювальної установки на основі обертових дзеркал). Висока частота модуляції світіння стала практичним обґрунтуванням для продовження дослідницької роботи в НРЛ, а потім в ЦРЛ з розробки електронних світлогенераторів. Подальші дослідження Лосєв проводив знову з кристалічними детекторами. Вивчаючи світіння, що виникає в кристалах, він виділяє два типи світіння: світіння I (передпробійне світіння в сучасній термінології) і світіння II (інжекційна люмінесценція). 

## Центральна радіолабораторія (ЦРЛ)
1928 року Нижньогородська радіолабораторія була передана до Центральної радіолабораторії тресту заводів слабкого струму. Співробітникам НРЛ було запропоновано переїхати до Ленінграда або перейти на іншу роботу. Лосєв переїжджає до Ленінграда разом зі своїм колегами, нове місце його роботи  вакуум — фізико-технічна лабораторія в будівлі ЦРЛ на Кам'яному острові. Тематика його роботи — вивчення напівпровідникових кристалів. Частина експериментів Лосєв проводить в лабораторіях ФТІ за рішенням директора інституту А. Ф. Йоффе.
В експериментах Лосєва найбільше цікавило взаємодія між електромагнітним полем і речовиною, він намагався простежити зворотну дію електромагнітного поля на речовину. Висвітлюючи активний шар кристалів, Лосєв реєстрував фотоЕ. Р.С. до одиниць вольт. Вивчаючи фотоелектричні явища в кристалах, Лосєв експериментує більш ніж з 90 речовинами. В ході чергового експерименту, спрямованого на вивчення зміни провідності кристалічного детектора, Лосєв був близький до відкриття транзистора, однак йому не вдалося отримати підсилення.
Через те, що тематика його досліджень стала відрізнятися від нової тематики досліджень ЦРЛ, перед Лосєвим постав вибір — або займатися дослідженнями за темами лабораторії, або покинути інститут. Він обирає другий варіант.

## 1-й Ленінградський медичний інститут
У 1937 році Лосєв влаштовується на викладацьку роботу в 1-й Ленінградський медичний інститут. Але основна проблема полягала у тому, що відомий у наукових колах О. В. Лосев не мав диплома про вищу освіту та при попередній роботі міг займати посади не вище лаборанта. Це не впливало на наукову роботу Олега а лише на займану посаду та оплату, чим він не дуже переймався.
Викладацька ж робота вимагала певного рівня освіти. Тому за порадою друзів він підготував і передав до ради Ленінградського індустріального інституту  список документів для присудження наукового ступеня (21 стаття і 12 авторських свідоцтв) без написання та захисту кандидатської дисертації. У червні 1938 року А. Ф. Йоффе рекомендував та представив подані Лосєвим роботи вченій раді інституту, яка за тиждень присудила О. В. Лосєву вчений ступінь кандидата фізико-математичних наук.  Остання його робота — розробка приладу для пошуку металевих предметів у ранах. З початком війни Лосєв відмовився від евакуації та помер з голоду в лікарні медінституту. Місце поховання невідоме. Майже одночасно з ним померли від голоду його мати та друг по роботі.